# Vinaroz
Vinaroz (oficialmente y en valenciano, Vinaròs) es un municipio y localidad española del norte de la provincia de Castellón, en la Comunidad Valenciana. El término municipal, ubicado en la comarca del Bajo Maestrazgo, de la cual es capital, tiene una población de 30 278 habitantes (INE 2024).

## Toponimia
En español, el nombre es Vinaroz, y en valenciano, Vinaròs. En ambos casos, el topónimo deriva del árabe إبن عَرُوس (ibn ʿarūs), «hijo de Arús», así como en el caso de otras localidades del norte de África como Beni Arós (Marruecos) o Ben Arous (Túnez).

## Geografía
Integrado en la comarca de Bajo Maestrazgo, se sitúa a 80,2 km de la capital provincial. El término municipal está atravesado por la autopista del Mediterráneo (AP-7) y por la carretera N-340, además de por la carretera N-238, que da acceso a la localidad desde la autopista, y por la CV-11, que conecta con San Rafael del Río. Además, es el punto de inicio de la N-232, que permite la comunicación con Zaragoza, Logroño y Santander.
El relieve del municipio es predominantemente llano, pues ocupa la llamada Plana de Vinaroz. El río Cervol discurre por el llano hasta su desembocadura en el mar Mediterráneo. Ocupa el litoral mediterráneo comprendido entre la desembocadura del río Cenia, que hace de límite con la provincia de Tarragona, y la desembocadura del barranco Aiguadoliva, que hace de límite con Benicarló.
La altitud oscila entre los 166 m (El Puig) y el nivel del mar. El casco urbano se alza a 6 m sobre el nivel del mar.

### Localidades limítrofes
| Noroeste: San Jorge | Norte: Ulldecona (Tarragona) y Alcanar (Tarragona) | Noreste: Mar Mediterráneo |
| Oeste: San Jorge    |                                                    | Este: Mar Mediterráneo    |
| Suroeste: Cálig     | Sur: Benicarló                                     | Sureste: Mar Mediterráneo |

## Historia
Son inciertos los orígenes del municipio. En el término existió un poblado ibérico en El Puig y allí se encuentran los vestigios más antiguos, aunque no está demostrada la continuidad de población con la actual población.

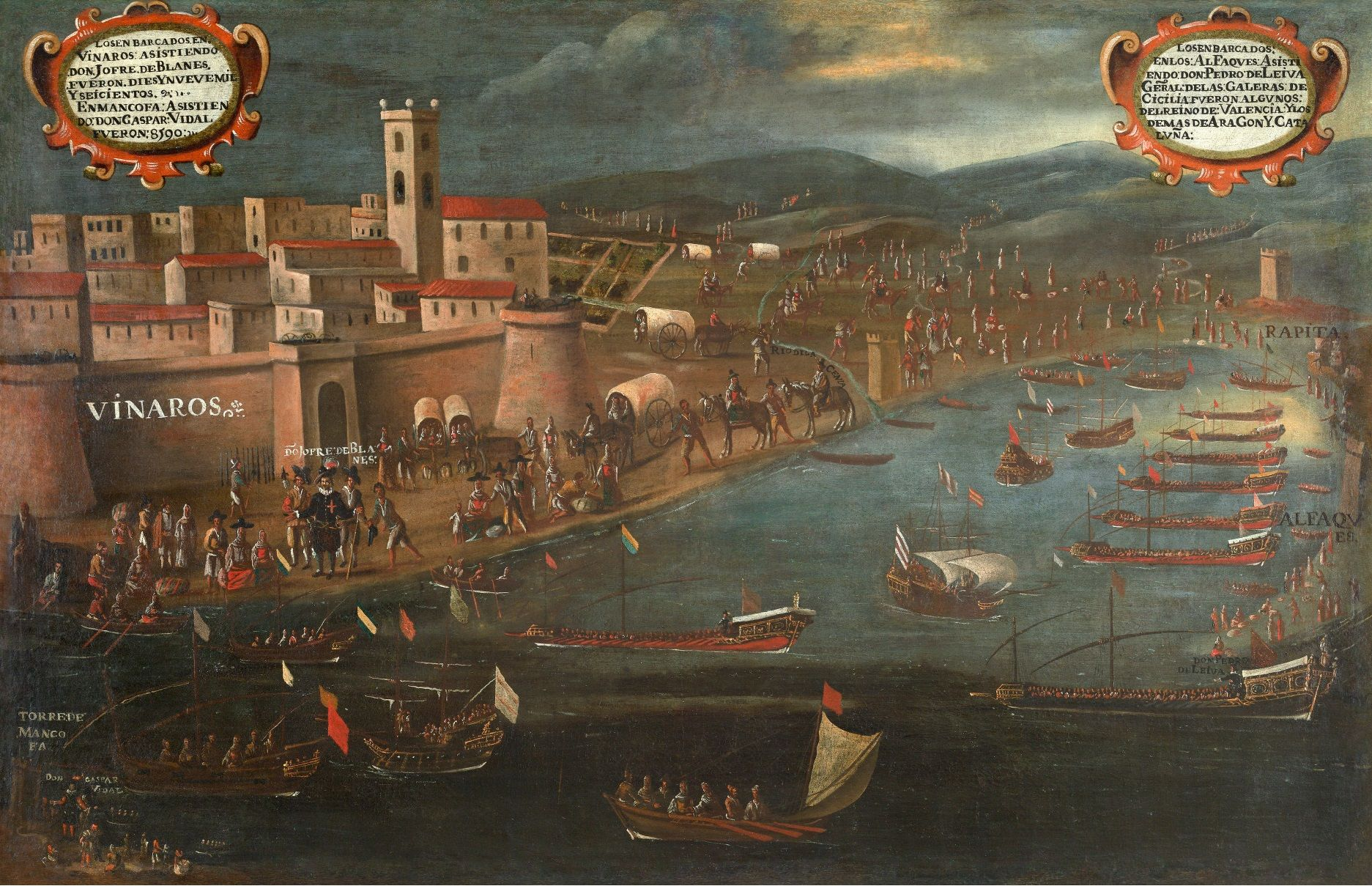
Expulsión de los moriscos en el puerto de Vinaroz. Obra de Pere Oromig y Francisco Peralta, 1613

Existió una alquería de la ciudad de Peñíscola, a orillas del mar, conocida en el siglo XIII como de los "Beni-Al-Arus". Mencionada esta alquería, en la Carta Puebla (29 de septiembre de 1241), que se convirtió en un poblado cristiano tras la conquista de Peñíscola por el rey Jaime I, en 1233, recibiendo el nombre de Bynalaroç. En la Edad Media dependía del castillo de Peñíscola, al igual que la vecina Benicarló, hasta que se independizó y comenzó un crecimiento que la convirtió en la principal capital del norte de la Comunidad Valenciana. En el siglo XVI conoció el movimiento de las Germanías, tomando parte a favor de la Corona, lo que le valió, en 1540, el título de villa. Tenía un puerto de los más importantes del Mediterráneo, con unas grandes atarazanas, donde se construían grandes navíos. Por este puerto se embarcaron gran parte de los más de 15 000 moriscos expulsados del Reino en 1609.
Durante siglos, Vinaroz sufrió los ataques de los piratas berberiscos y, por ello, como en toda la costa valenciana, se encuentran torres de vigilancia y atalayas, con la función de avisar a la población en caso de peligro: es el caso de la denominada popularmente torreta de los moros, que está actualmente en ruinas.

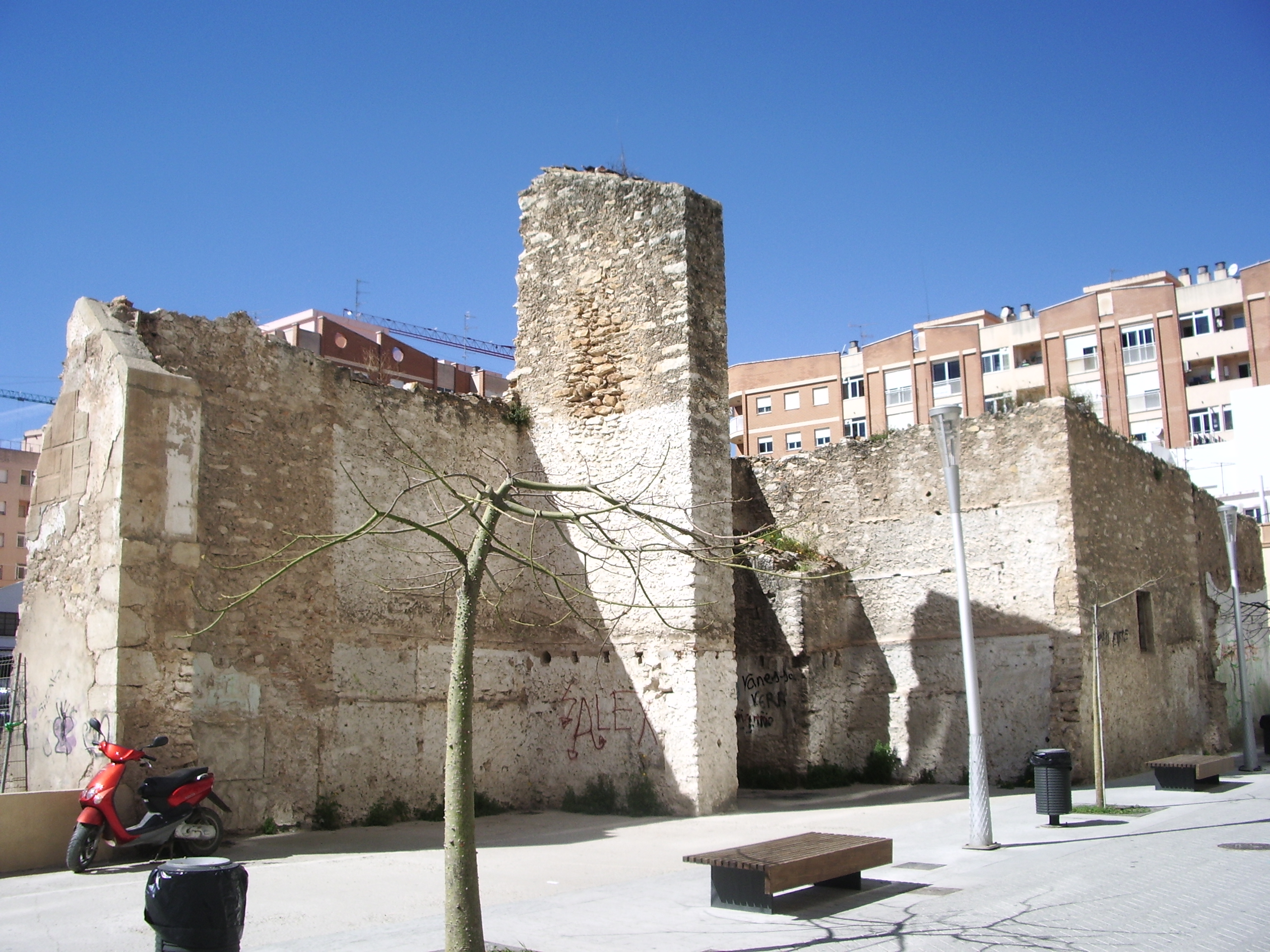
Restos del convento de San Francisco, convertido por el bando sublevado de la guerra civil española en prisión tras la toma de la ciudad el 15 de abril de 1938, como culminación de la ofensiva de Aragón.

En el siglo XIX contaba con una milicia local para la defensa de la ciudad y se construyó una muralla que la circundaba. Hacia mediados del siglo XIX, la villa tenía contabilizada una población de 9341 habitantes. Aparece descrita en el decimosexto volumen del Diccionario geográfico-estadístico-histórico de España y sus posesiones de Ultramar de Pascual Madoz. Con el apoyo que se prestó al trono isabelino durante las guerras carlistas (perteneciendo la mayoría de las ciudades del Maestrazgo a los carlistas), la reina Isabel II le concedió en 1862 el título de Muy Noble y Leal Villa. Y en 1881 recibió del monarca Alfonso XII el título de ciudad.
El 15 de abril de 1938, durante la guerra civil española, fue el primer pueblo de la costa mediterránea, tras la costa del Sol malagueña, en ser ocupado por el ejército sublevado tras la derrota republicana en la batalla de Teruel. Por ello resultó fundamental su papel, ya que a partir de entonces se dividió la zona republicana en dos: una formada por la zona centro, buena parte de La Mancha, Andalucía oriental y el Levante y otra formada por la práctica totalidad de Cataluña, salvo la cuenca del Segre (la franja más occidental de Lérida).
Nada más tomar Vinaroz, los sublevados iniciaron la represión. Convirtieron la iglesia de San Francisco en prisión, donde los encarcelados fueron hacinados en unas condiciones de insalubridad que escandalizaron al párroco interino Vicente Enrique y Tarancón, futuro cardenal. También quedó horrorizado por las continuas ejecuciones. Cuando criticó que en los juicios sumarísimos a los acusados no se les permitía defenderse y no se respetaba la presunción de inocencia, le respondieron que en tiempos de guerra no había tiempo para tales sutilezas legales.

## Demografía
Vinaroz cuenta con una población de 30 278 habitantes (INE 2024).
| Gráfica de evolución demográfica de Vinaroz entre 1842 y 2021                                                       |
| |
| Población de derecho según los censos de población del INE Población de hecho según los censos de población del INE |

## Economía

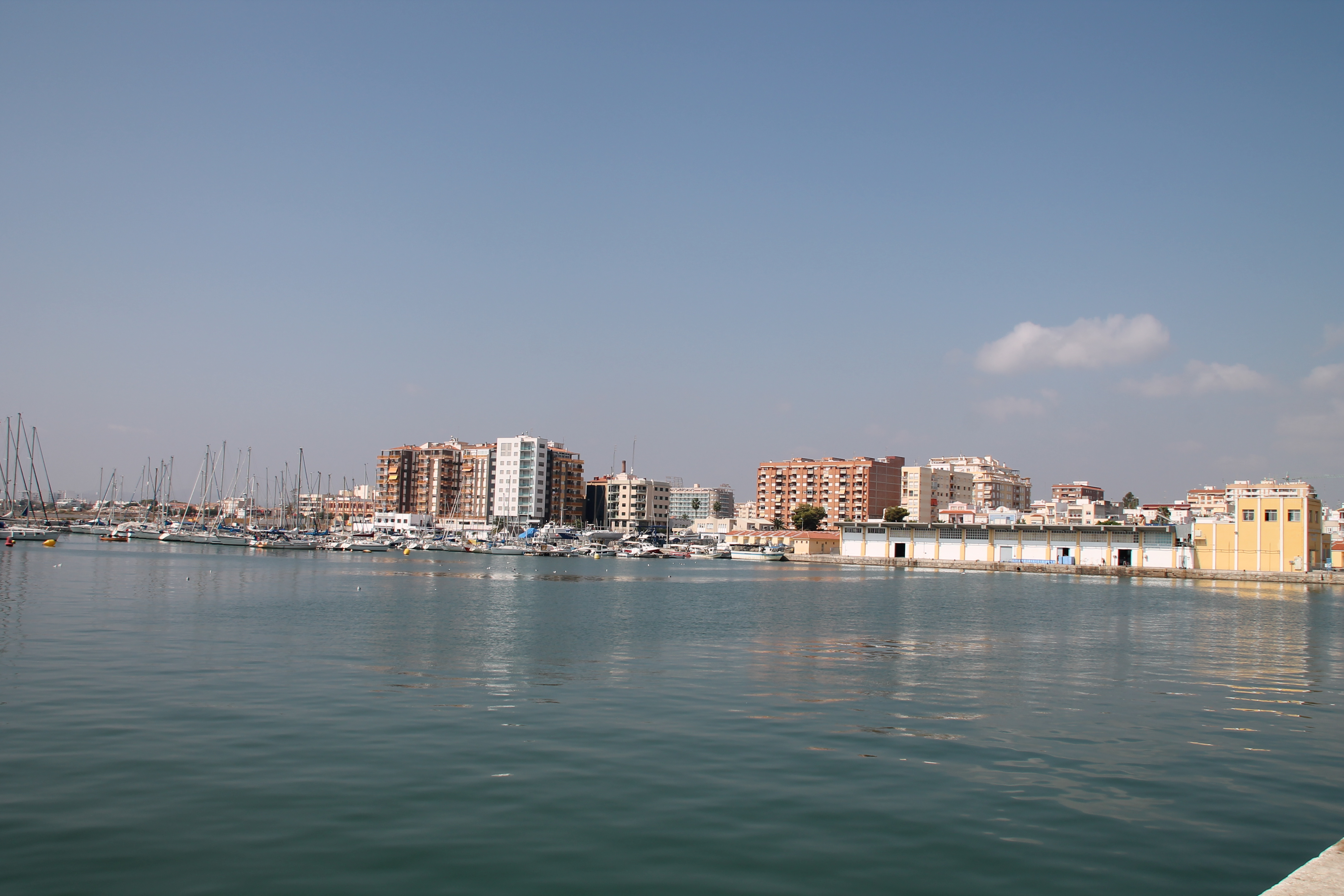
Vista parcial del puerto de Vinaroz

El cultivo de los viñedos para la producción de vino era la principal fuente de riqueza, pero la plaga de filoxera acabó con ella, siendo sustituidos los viñedos por algarrobos, olivos y almendros, y desde hace unas décadas por naranjos.
Tiene un importante puerto de pesca. Destaca también la industria del mueble.
Recientemente, el turismo está desarrollándose como uno de los ejes de la economía del municipio.

## Comunicaciones

### Red vial
La principal vía de acceso a Vinaroz es la N-340a, pero existen otras vías que conectan la ciudad con el resto del país:
| Identificador | Itinerario |
| ------------- | --- |
| AP-7          | La Junquera (Gerona) - Gerona - Barcelona - Tarragona - Castellón de la Plana - Valencia - Alicante - Cartagena - Vera (Almería) y Málaga - Guadiaro (Cádiz). |
| N-340         | Puerto Real (Cádiz) - Málaga - Almería - Murcia - Alicante - Valencia - Castellón de la Plana - Tarragona - Barcelona.                                        |
| N-232         | Vinaroz (Castellón) - Alcañiz (Teruel) - Zaragoza - Tudela (Navarra) - Logroño - Virtus (Burgos).                                                             |
| N-238         | Enlaza Vinaroz con la AP-7. |

### Autobús
Vinaroz dispone de una línea de autobús urbano que conecta el centro de la ciudad con las zonas norte y sur, las cuales se encuentran un tanto alejadas de este
Por otra parte, esta misma empresa ofrece otras rutas que conectan Vinaroz con otros municipios castellonenses:
| Línea                       | Itinerario |
| --------------------------- | --- |
| Castellón-Vinaroz           | Castellón de la Plana, Benicasim, Oropesa del Mar, Torreblanca, Alcalá de Chivert, Santa Magdalena de Pulpis, Benicarló y Vinaroz. |
| Vinaroz-Benicarló-Peñíscola | Vinaroz, Benicarló y Peñíscola. |
| Morella-Vinaroz             | Morella, Chert, San Mateo, Canet lo Roig, La Jana, Traiguera, San Jorge y Vinaroz.                                                 |
| Catí-San Mateo-Vinaroz      | Catí, Anroig, Chert, San Mateo, Canet lo Roig, La Jana, Traiguera, San Jorge y Vinaroz.                                            |

Por último, una empresa de autobuses catalana ofrece diferentes rutas que conectan la ciudad con otros puntos del país como Barcelona, Tarragona, Tortosa, Zaragoza, Valencia, Villarreal, Sagunto, Lérida y Castellón de la Plana. Desde algunos de estos lugares, es posible realizar transbordo y llegar hasta Teruel, Madrid, Huesca, Logroño, Burgos, Pamplona, Vitoria, Bilbao, San Sebastián y Santander.

### Ferrocarril
La estación de Vinaroz tiene conexión directa con diferentes ciudades del país, tales como Barcelona, Tarragona, Castellón de la Plana, Valencia, Alicante, Cuenca, Albacete, Madrid, Córdoba y Sevilla, por medio de diferentes líneas de ferrocarril:
| Servicio           | Línea               | Itinerario |
| ------------------ | ------------------- | --- |
| Cercanías Valencia | C-6                 | Valencia-Norte, Valencia-Fuente de San Luis, Valencia-Cabañal, Roca-Cúper, Albuixech, Masalfasar, El Puig, Puzol, Sagunto, Los Valles, Almenara, La Llosa, Chilches, Moncófar, Nules-Villavieja, Burriana-Alquerías del Niño Perdido, Villarreal, Almazora, Castellón de la Plana, Benicasim, Oropesa del Mar, Torreblanca, Alcalá de Chivert, Benicarló-Peñíscola y Vinaroz. |
| Media Distancia    | 50                  | Valencia-Norte, Valencia-Cabañal, Sagunto, Villarreal, Castellón de la Plana, Benicasim, Oropesa, Torreblanca, Alcalá de Chivert, Benicarló-Peñíscola, Vinaroz, Ulldecona-Alcanar-La Senia, Aldea-Amposta-Tortosa y Tortosa. |
| Larga distancia    | Barcelona-Valencia  | Barcelona-Sants, Tarragona, Salou, Aldea-Amposta-Tortosa, Vinaroz, Benicarló-Peñíscola, Benicasim, Castellón de la Plana, Sagunto, Valencia-Cabañal y Valencia-Norte. |
| Larga distancia    | Madrid-Vinaroz      | Madrid-Puerta de Atocha, Cuenca-Fernando Zóbel, Valencia-Joaquín Sorolla, Sagunto, Castellón de la Plana, Benicasim, Oropesa del Mar, Benicarló-Peñíscola y Vinaroz. |
| Larga distancia    | Barcelona-Alicante  | Barcelona-Sants, Campo de Tarragona, Cambrils, Aldea-Amposta-Tortosa, Vinaroz, Benicarló-Peñíscola, Oropesa del Mar, Benicasim, Castellón de la Plana, Sagunto, Valencia-Norte, Játiva, Villena, Elda-Petrel y Alicante-Terminal. |
| Larga distancia    | Barcelona-Sevilla   | Barcelona-Sants, Campo de Tarragona, Cambrils, Aldea-Amposta-Tortosa, Vinaroz, Benicarló-Peñíscola, Castellón de la Plana, Valencia-Norte, Játiva, Albacete-Los Llanos, Villarrobledo, Socuéllamos, Alcázar de San Juan, Manzanares, Valdepeñas, Vilches, Linares-Baeza, Espeluy, Andújar, Córdoba y Sevilla-Santa Justa.                                                     |
| Larga distancia    | Barcelona-Cartagena | Barcelona-Sants, Tarragona, Cambrils, Aldea-Amposta-Tortosa, Tortosa, Vinaroz, Benicarló-Peñíscola, Benicasim, Castellón de la Plana, Valencia-Norte, Játiva, Villena, Elda-Petrel, Alicante-Terminal, Elche-Parque, Orihuela, Murcia del Carmen, Balsicas-Mar Menor, Torre-Pacheco y Cartagena.                                                                              |
| Larga distancia    | Barcelona-Lorca     | Barcelona-Sants, Tarragona, Cambrils, Aldea-Amposta-Tortosa, Tortosa, Vinaroz, Benicarló-Peñíscola, Benicasim, Castellón de la Plana, Valencia-Norte, Játiva, Villena, Elda-Petrel, Alicante-Terminal, Elche-Parque, Orihuela, Murcia del Carmen, Alhama de Murcia, Totana y Lorca-Sutullena.                                                                                 |
| Larga distancia    | Barcelona-Murcia    | Barcelona-Sants, Tarragona, Cambrils, Aldea-Amposta-Tortosa, Tortosa, Vinaroz, Benicarló-Peñíscola, Oropesa del Mar, Benicasim, Castellón de la Plana, Sagunto, Valencia-Norte, Játiva, Villena, Elda-Petrel, Alicante-Terminal, Elche-Parque, Orihuela y Murcia del Carmen.                                                                                                  |

## Administración y política

### Alcaldía
La composición política del Ayuntamiento de Vinaroz se escoge por sufragio universal en elecciones celebradas cada cuatro años. Este se compone de 21 miembros, los cuales eligen al alcalde de la ciudad mediante votación secreta y por mayoría absoluta, es decir, 11 votos. Desde el inicio de la etapa democrática, Vinaroz ha tenido siete alcaldes diferentes, tal y como se detalla en la siguiente tabla:
| Periodo   | Nombre                                         | Partido                                 |
| --------- | ---------------------------------------------- | --------------------------------------- |
| 1979-1983 | Ramón Bofill Salomó                            | PSPV-PSOE                               |
| 1983-1987 | Ramón Bofill Salomó                            | PSPV-PSOE                               |
| 1987-1991 | Ramón Bofill Salomó                            | PSPV-PSOE                               |
| 1991-1995 | Ramón Bofill Salomó                            | PSPV-PSOE                               |
| 1995-1999 | Jacinto Moliner Meseguer Ramón Bofill Salomó   | PPCV PSPV-PSOE                          |
| 1999-2003 | Jacinto Moliner Meseguer                       | PPCV                                    |
| 2003-2007 | Javier Balada Ortega                           | Partit de Vinaròs Independent           |
| 2007-2011 | Jordi Romeu Llorach                            | PSPV-PSOE                               |
| 2011-2015 | Juan Bautista Juan Roig                        | PPCV                                    |
| 2015-2019 | Enric Pla Vall                                 | Tots i Totes Som Vinaròs                |
| 2019-2023 | Guillem Alsina Gilabert                        | PSPV-PSOE                               |
| 2023-act. | Guillem Alsina Gilabert María Dolores Miralles | PSPV-PSOE Partit de Vinaròs Independent |

### Elecciones municipales
En las elecciones municipales españolas de 2007, el PP consiguió 10 concejales, 7 el PSPV-PSOE, 3 el PVI i 1 el BLOC.
En las elecciones municipales españolas de 2011, el PP consiguió la mayoría absoluta obteniendo 11 concejales. El PSPV obtuvo 6 concejales, el BLOC consiguió 2 concejales, el PVI perdió dos y se quedó con 1 concejal, y ERPV consiguió 1 concejal.
En las elecciones municipales españolas de 2015, el PP perdió tres concejales, obteniendo 8 y ganó las elecciones. El PSPV-PSOE perdió dos concejales, quedándose en 4. La agrupación de electores Tots i Totes Som Vinaròs (TSV) obtuvo 5, y el resto de partidos mantuvieron sus concejales (2 Coalició Compromís, 1 el PVI y 1 AC). PSPV-PSOE, Coalició Compromís y TSV firmaron el "Pacte de les cavallerisses" con el fin de formar gobierno con mayoría absoluta, es decir, 11 concejales (5 de TSV, 4 del PSPV-PSOE y 2 de Coalició Compromís). En él, se acordó que el líder de la lista más votada del pacto sería el alcalde, Enric Pla Vall, y a los otros dos líderes se les asignarían las tenencias de alcaldía respectivamente al número de concejales electos (1.ª tenencia de alcaldía para el PSPV-PSOE, Guillem Alsina Gilabert, y la 2.ª tenencia de alcaldía para Coalició Compromís, Domènec Fontanet Llàtser).
En las elecciones municipales españolas de 2019, el PSPV-PSOE ganó las elecciones obteniendo 3 concejales más, 7 en total. El PP perdió dos concejales, quedándose en 6. Totes i Tots Som Vinaròs (TSV) perdió 2 concejales, quedándose en 3. El Partit de Vinaròs Independent (PVI) ganó 2 concejales, obteniendo 3. Coalició Compromís perdió 1 concejal, quedándose en 1. Y, por último, Cs entró en el Ayuntamiento con 1 concejal. PSPV-PSOE y TSV pactaron para formar gobierno con el apoyo de Coalició Compromís, es decir, 10 concejales (7 del PSPV-PSOE y 3 de TSV) más 1 de este último. Ambos partidos acordaron que el líder de la lista más votada del pacto sería el alcalde, Guillem Alsina Gilabert, y la líder de TSV, Anna Fibla Pauner, sería la 2.ª teniente de alcalde.
En las elecciones municipales españolas de 2023, el PSPV-PSOE ganó las elecciones obteniendo 2 concejales más, 9 en total. El PP ganó 1 concejal, quedándose en 7. El Partit de Vinaròs Independent (PVI) perdió 1 concejal, quedándose con 2. Compromís Vinaròs mantuvo su concejal. Vox irrumpió en el Ayuntamiento con 2 concejales. Y, por último, Totes i Tots Som Vinaròs (TSV) y Ciudadanos perdieron su representación en el consistorio. El PSPV-PSOE y Compromís determinaron pactar en un primer momento un gobierno en minoría con 10 concejales. Sin embargo, el 29 de diciembre de ese mismo año se celebró una moción de censura que dio la alcaldía a María Dolores Miralles Mir, la líder del PVI, después de pactar con PP y Vox, junto a los que suma mayoría absoluta.
| Elecciones municipales de 2023 en Vinaroz | Elecciones municipales de 2023 en Vinaroz          | Elecciones municipales de 2023 en Vinaroz | Elecciones municipales de 2023 en Vinaroz | Elecciones municipales de 2023 en Vinaroz | Elecciones municipales de 2023 en Vinaroz | Elecciones municipales de 2023 en Vinaroz |  |
| Candidatura                               | Candidatura                                        | Candidato/a                               | Sufragios                                 | Sufragios                                 | Concejales                                | Concejales                                |  |
| Candidatura                               | Candidatura                                        | Candidato/a                               | Votos                                     | %                                         | Con.                                      |                                           |  |
| ----------------------------------------- | -------------------------------------------------- | ----------------------------------------- | ----------------------------------------- | ----------------------------------------- | ----------------------------------------- | ----------------------------------------- |  |
|                                           | Partido Socialista del País Valenciano (PSPV-PSOE) | Guillem Alsina Gilabert                   | 4359                                      | 35,45 %                                   | 9                                         | 2                                         |  |
|                                           | Partido Popular de la Comunidad Valenciana (PPCV)  | Juan Amat Sesé                            | 3643                                      | 29,63 %                                   | 7                                         | 1                                         |  |
|                                           | Partit de Vinaròs Independent (PVI)                | Mª Dolores Miralles Mir                   | 1211                                      | 9,85 %                                    | 2                                         | 1                                         |  |
|                                           | Vox (VOX)                                          | Josué Brito García                        | 938                                       | 7,62 %                                    | 2                                         | 2                                         |  |
|                                           | Compromís Vinaròs: acord per guanyar (Compromís)   | Paula Cerdà Escorihuela                   | 744                                       | 6,05 %                                    | 1                                         |                                           |  |
|                                           |                                                    |                                           |                                           |                                           |                                           |                                           |  |
|                                           | Unides Podem-Esquerra Unida (PODEM-EUPV)           | Cecilia Pastor Gómez                      | 605                                       | 4,92 %                                    | 0                                         | 3                                         |  |
|                                           | Esquerres per Vinaròs-Acord Municipal (ExV-AM)     | Toni Saragossà Sorlí                      | 262                                       | 2,13 %                                    | 0                                         |                                           |  |
|                                           | Viure per Vinaròs (VxVnrs)                         | Manuel Herrera Bujeiro                    | 258                                       | 2,09 %                                    | 0                                         | -                                         |  |
|                                           | Unión de Ciudadanos Independientes (UCIN)          | Juan Bautista Patón Silva                 | 50                                        | 0,40 %                                    | 0                                         | -                                         |  |
| Votos en blanco                           | Votos en blanco                                    | Votos en blanco                           | 224                                       | 1,82 %                                    | n/a                                       | n/a                                       |  |
| Votos válidos                             | Votos válidos                                      | Votos válidos                             | 12.294                                    | 98,28 %                                   | 21                                        | 21                                        |  |
| Votos nulos                               | Votos nulos                                        | Votos nulos                               | 215                                       | 1,71 %                                    | n/a                                       | n/a                                       |  |
| Votantes                                  | Votantes                                           | Votantes                                  | 12.509                                    | 61,98 %                                   | n/a                                       | n/a                                       |  |
| Abstenciones                              | Abstenciones                                       | Abstenciones                              | 7674                                      | 38,02 %                                   | n/a                                       | n/a                                       |  |
| Electores                                 | Electores                                          | Electores                                 | 20.183                                    | 100,00 %                                  | n/a                                       | n/a                                       |  |

## Servicios públicos

### Educación
En la actualidad, Vinaroz dispone de cinco colegios públicos de educación infantil y primaria y dos institutos públicos de educación secundaria obligatoria dependientes de la Consejería de Educación, Cultura y Deporte de la Generalidad Valenciana y dos colegios concertados de carácter religioso:
| - CEIP Jaume I - CEIP Manuel Foguet - CEIP Mare de Déu de l'Assumpció - CEIP Mare de Déu de la Misericòrdia - CEIP Sant Sebastià | - Colegio Nuestra Señora de la Consolación - Colegio Divina Providencia - IES José Vilaplana - IES Leopoldo Querol |

### Sanidad
Vinaroz se incluye dentro del Departamento de Salud de Vinaroz (n.º 1) de la Consejería de Sanidad Universal y Salud Pública de la Generalidad Valenciana, el cual incluye toda la comarca del Bajo Maestrazgo y la de Los Puertos de Morella.
La ciudad dispone de un hospital público (Hospital Comarcal de Vinaroz) y un centro de salud.

## Patrimonio

### Religioso

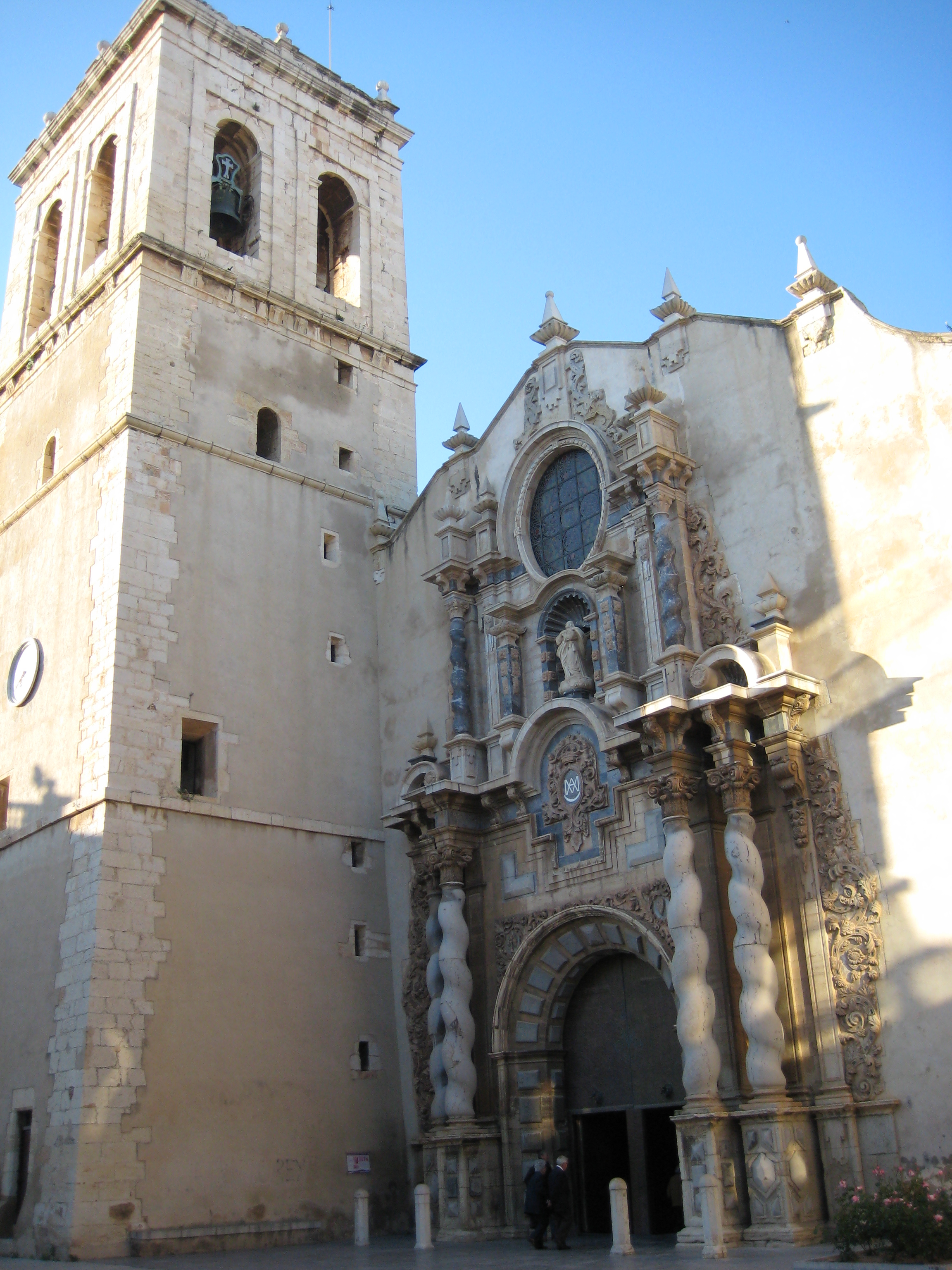
Iglesia arciprestal de la Virgen de la Asunción

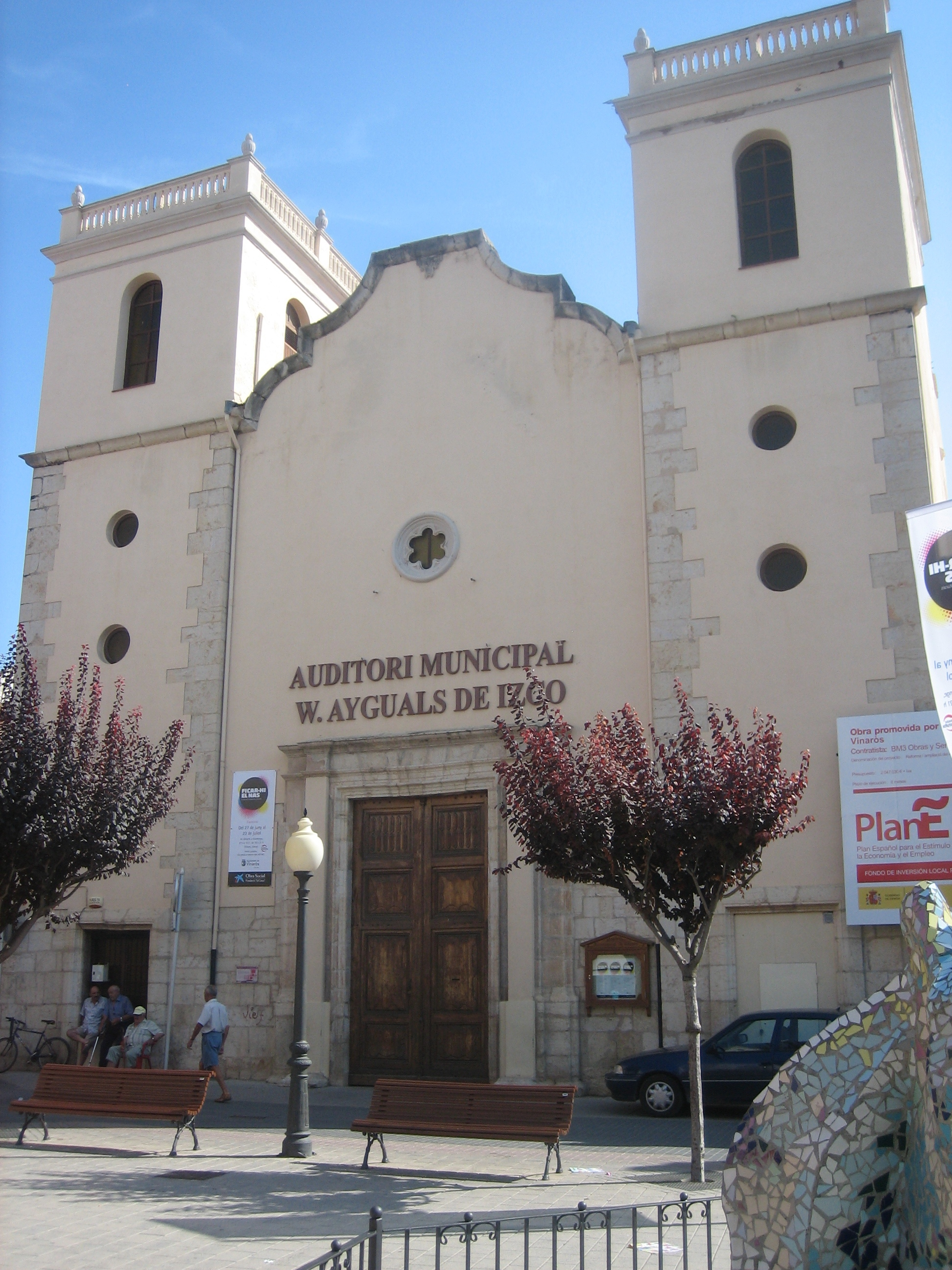
Iglesia de San Agustín

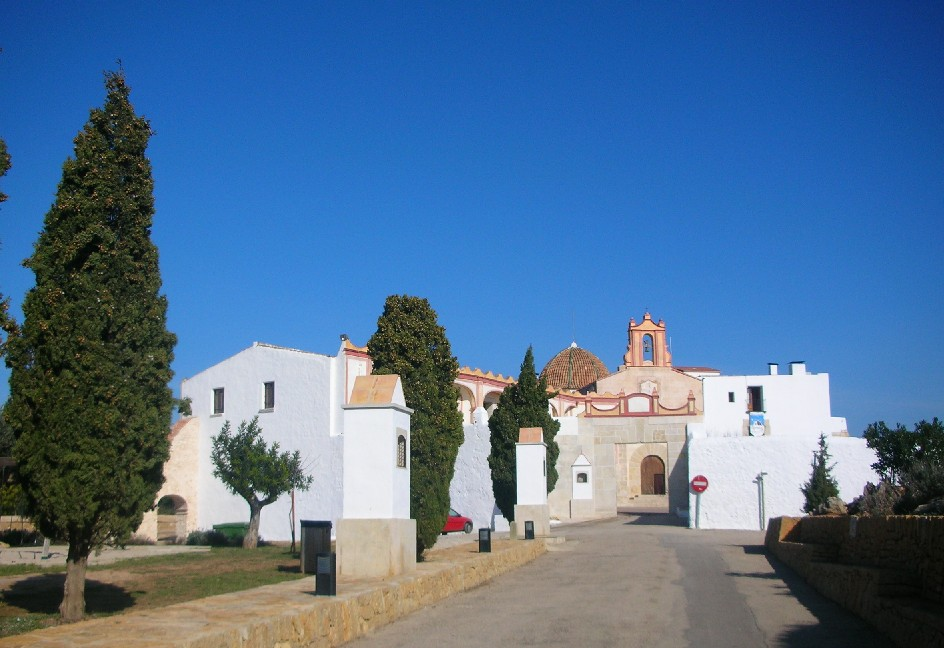
Ermita de la Virgen de la Misericordia

- Ermita de la Virgen de la MisericordiaLa ermita de la Virgen de la Misericordia (siglos XV-XVIII), advocada a la patrona de la ciudad. Aparece junto a los copatrones San Sebastián y San Roque, santos contra la peste, aunque no son titulares del ermitorio como se cree. Se trata de una construcción antigua, pintada toda de blanco, situada en una pequeña colina conocida como el Puig, desde la que se ve una amplia panorámica.
- La ermita de San Gregorio, a un centenar de metros de la ciudad, bella iglesia ermitorio del siglo XVIII, obra de Fray Pere Gonel, fraile agustino.
- La iglesia arciprestal de la Virgen de la Asunción (siglo XVI). Tiene una bella portada barroca, siendo el templo gótico-renacentista.
- La iglesia de San Agustín, que actualmente ejerce las funciones de Auditorio Municipal.

### Civil

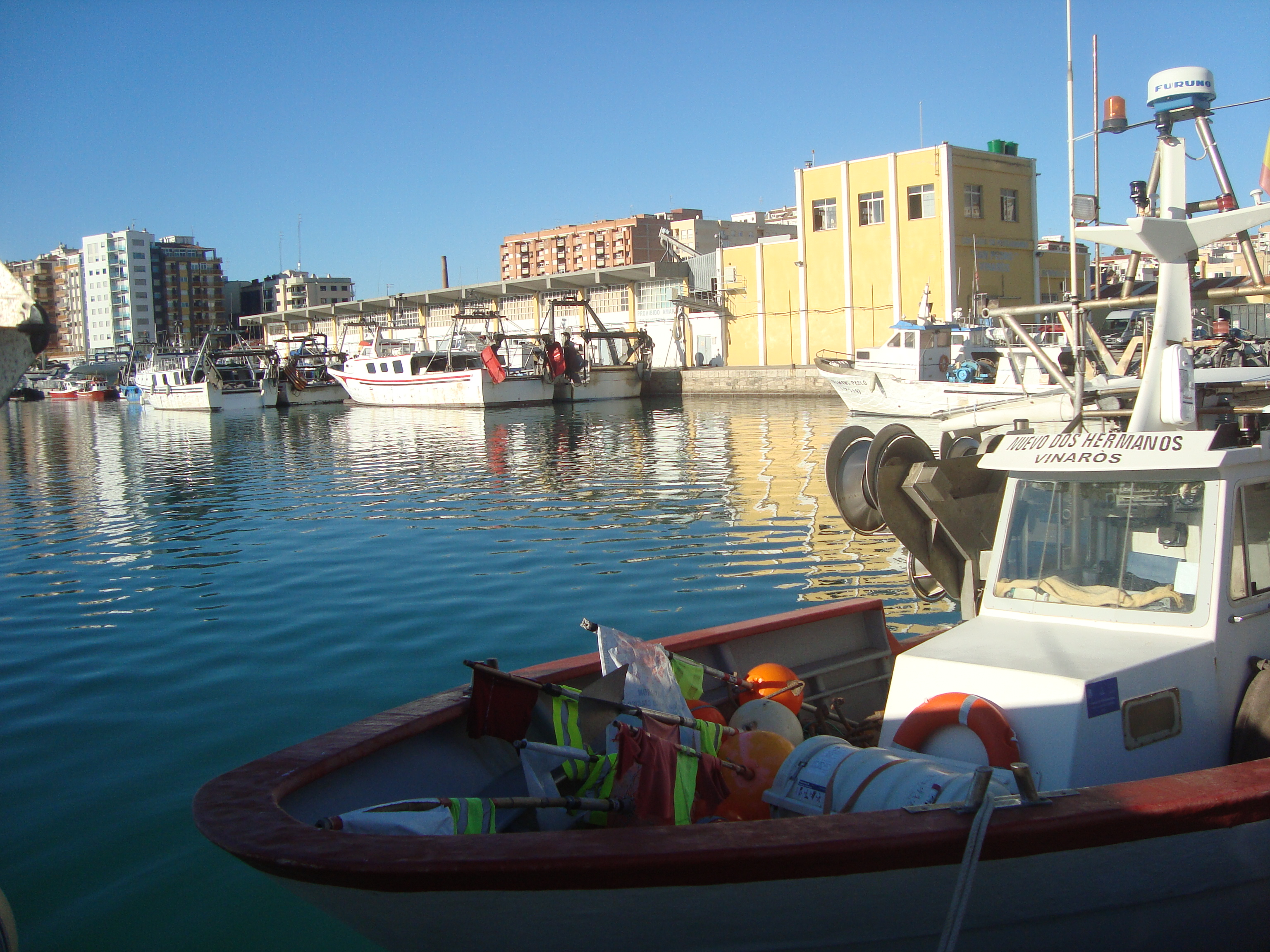
Puerto de Vinaroz

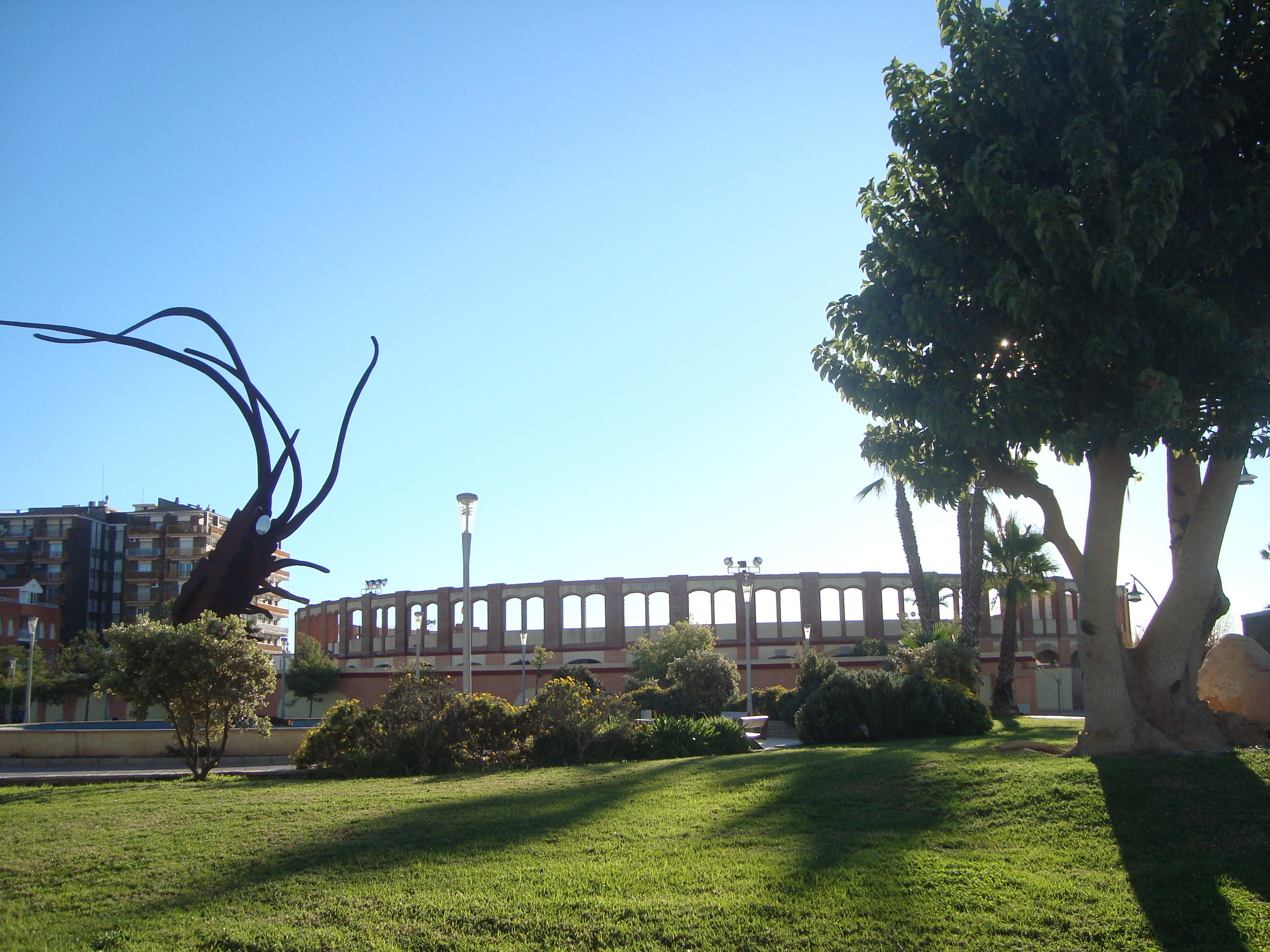
Vinaroz

- Los restos del Poblado ibérico (siglos VII y I a. C.). Se encuentran en la ermita.
- Antiguo ayuntamiento gótico. Situado en la calle Mayor.
- Casa consistorial (siglo XVII). Situada en la Plaza Parroquial, enfrente de la iglesia arciprestal y el campanario.
- Edificio del Mercado Municipal (siglo XX). Su construcción se inicia en 1928, en los terrenos que ocupaba un antiguo convento agustino. El Mercado se encuentra en la Plaza San Agustín, en el centro de la ciudad.

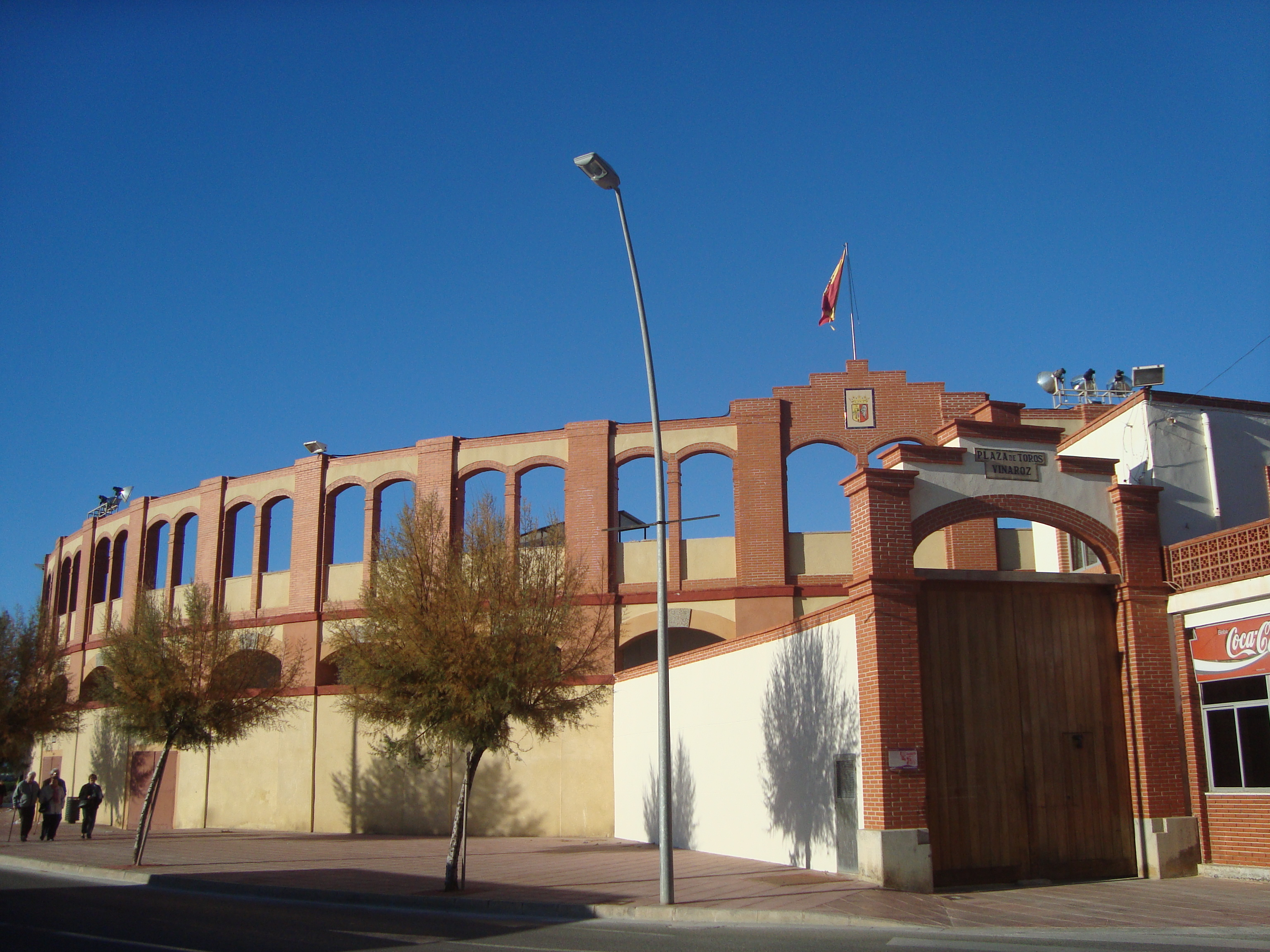
Plaza de Toros de Vinaroz

- Plaza de toros. En los últimos años ha albergado la Gala de las Reinas del Carnaval de Vinaroz, la cual ha sido presentada por diferentes famosos, tales como: Juan y Medio, Paz Padilla, Àngel Llàcer, Jorge Javier Vázquez, Bibiana Fernández, Amor Romeira, Tamara Gorro, etc.
- Casa Membrillera. Actualmente hace las funciones de museo, donde hay expuestos diferentes herramientas, cuadros y maquetas relacionados con la pesca de Vinaroz, así como también un pequeño espacio dedicado a los muertos y supervivientes vinarocenses en el Campo de concentración Mauthausen (Austria), entre otros, y de sala de actos.
- Monumento a Costa Borrás. Se encuentra enfrente del mar, entre el paseo marítimo y la calle que lleva su nombre.
- Edificios modernistas. Casa Ángel Giner y Casa Sendra, ambas de estilo modernista valenciano.

## Otros lugares
- Puerto. La primera piedra del actual puerto fue colocada el 9 de febrero de 1866, e inaugurado en 1875. En 1885 se estrenaba la prolongación del fondeadero. En el siglo pasado el puerto fue resguardado con la construcción de un muelle paralelo de Poniente y un transversal de Levante. En él podemos observar la lonja de pescado, donde llega el pescado y marisco para subastarlo, y el faro.
- Playas. Playa del Fortín y Playa de Fora Forat. Se extiende desde el muelle hasta la desembocadura del río Cervol. Es una amplia playa de más de 800 m de arena dorada que se encuentra integrada en la ciudad, con unas características que hacen posible la práctica de cualquier deporte náutico.
- Calas y pequeñas playas. En la zona norte y sur de la ciudad: Playa Sur, Ameradors, Playa de Els Cossis, Saldonar, Boverals, Barbiguera, El Triador y Cala Puntal.

## Fiestas y acontecimientos

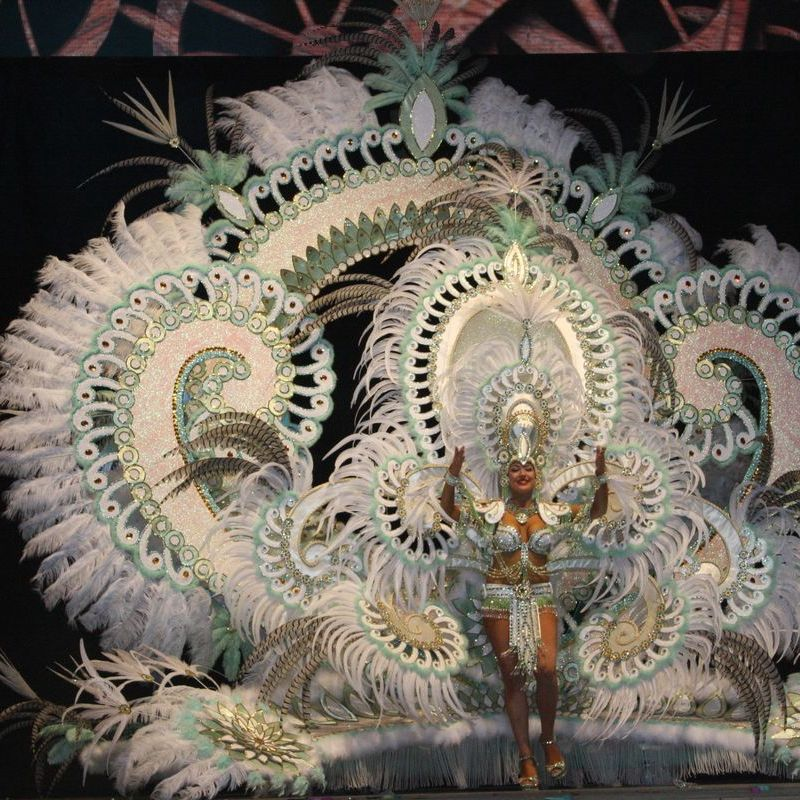
Una imagen del desfile del Carnaval 2015

- Enero: San Antonio. Es muy popular el "baile de los diablos", también se hacen hogueras en la playa. El día 20, la ermita se llena de gente en una romería anual por la celebración de la fiesta de su patrón San Sebastián.
- Enero/febrero/marzo: El Carnaval de Vinaroz.
- Marzo/abril: Semana Santa y Pascua de resurrección.
- Junio: La Virgen de la Misericordia el primer domingo del mes y la Feria y Fiestas de San Juan y San Pedro, del 19 al 29.
- Julio: La Virgen del Carmen, festividad dedicada a la patrona de los pescadores que se celebra el día 16.
- Agosto: Fiestas del Langostino y, normalmente, representación del Carnaval de Vinaroz (Gala de las reinas o pequeño desfile. Ambos en el paseo Fora Forat).
- Septiembre: el día 29 se celebra el aniversario de la Carta Puebla.

## Ciudades hermanadas
Vinaroz tiene en la actualidad cuatro ciudades hermanadas, siendo estas:
- Yecla (España)
- Río Cuarto (Argentina)[11]
- Alcañiz (España)[12]
- Santaella (España)